# Yüksel Arslan
Yüksel Arslan (Istanbul, 10 mars 1933 — Paris 20e, 20 avril 2017) est un artiste turc basé à Paris, en France.

## Biographie
De 1949 à 1952, Yüksel Arslan fréquente le lycée allemand d’Istanbul. Il étudie ensuite l'histoire de l'art à l'université d'Istanbul. À cette époque, il se familiarise avec les œuvres de Paul Klee, André Breton et Jean Dubuffet et d’autres. Il commence à créer ses propres œuvres d'art dès les années 1950. Invité par André Breton à participer à l'Exposition Internationale du Surréalisme (EROS) en 1959, il ne se rend à Paris qu'en 1961, où il passe le reste de sa vie.
Il appelle ses œuvres artures, composées d'art et du suffixe -ure, comme dans « littérature ». Dès 1955, il crée créé sa technique personnelle, adaptation des peintures rupestres au papier, en utilisant un mélange de terres ainsi que des couleurs naturelles. Après avoir été exposé de nombreuses fois dans des galeries, en France et en Turquie, une rétrospective est organisée au Centre culturel Santralistanbul dans le quartier Eyüp d'Istanbul en 2009. Elle est suivie en 2012 par une exposition à la Kunsthalle Zürich, la Kunsthalle de Düsseldorf et la Kunsthalle Wien, puis en 2017 par une exposition au LAM. Du 12 octobre 2022 au 26 février 2023 la « Dation Yüksel Arslan » est exposée au Centre Pompidou,.

## Expositions
- 1975 : Le Capital, artures : 30 tableaux d'après Le Capital de Karl Marx (librairie la Nouvelle faculté, Paris  (ISBN 2-224-00202-5))
- 2009 : Yüksel Arslan : Retrospektifi (Santralistanbul, Eyüp, Istanbul)
- 2012 : Yüksel Arslan. Artures (Kunsthalle Zürich, Kunsthalle de Düsseldorf et Kunsthalle Wien)
- 2013 : Yuksel Arslan (Biennale de Venise)
- 2017 : Yüksel Arslan (Lille Métropole Musée d'Art moderme)
- 2022-2023 : La Dation Yüksel Arslan (Centre Pompidou)

## Prix et récompenses
- 1981 : Prix Sedat-Simavi
- 1982 : Prix de l'Humour Noir-Grandville